# Canada ai Giochi della II Olimpiade
Il Canada partecipò ai Giochi olimpici di Parigi dal 14 maggio al 28 ottobre 1900. Il paese nordamericano fu rappresentato da due atleti: George Orton, vincitore di una medaglia d'oro e una di bronzo, e Ronald John MacDonald.

## Medaglie

### Medagliere per discipline
| Sport            | Oro | Argento | Bronzo | Totale |
| ---------------- | --- | ------- | ------ | ------ |
| Atletica leggera | 1   | 0       | 1      | 2      |
| Totale           | 1   | 0       | 1      | 2      |

### Medaglie d'oro
| Medaglia | Nome         | Sport            | Evento           |
| -------- | ------------ | ---------------- | ---------------- |
| Oro      | George Orton | Atletica leggera | 2500 metri siepi |

### Medaglie di bronzo
| Medaglia | Nome         | Sport            | Evento             |
| -------- | ------------ | ---------------- | ------------------ |
| Bronzo   | George Orton | Atletica leggera | 400 metri ostacoli |

## Risultati per disciplina

### Atletica leggera
Il Canada fu rappresentato da due atleti nell'atletica leggera: George Orton e Ronald MacDonald. Orton vinse una medaglia d'oro nei 2500 metri siepi, una medaglia di bronzo nei 400 metri ostacoli e un 5º posto nei 400 metri siepi mentre Ronald MacDonald arrivò sesto o settimo nella maratona.